# خد (راتناگری)
خد (به انگلیسی: Khed) یک منطقهٔ مسکونی در هند است که در Ratnagiri district واقع شده‌است. خد ۱۶٬۸۹۲ نفر جمعیت دارد و ۲۵ متر بالاتر از سطح دریا واقع شده‌است.